# الكيت

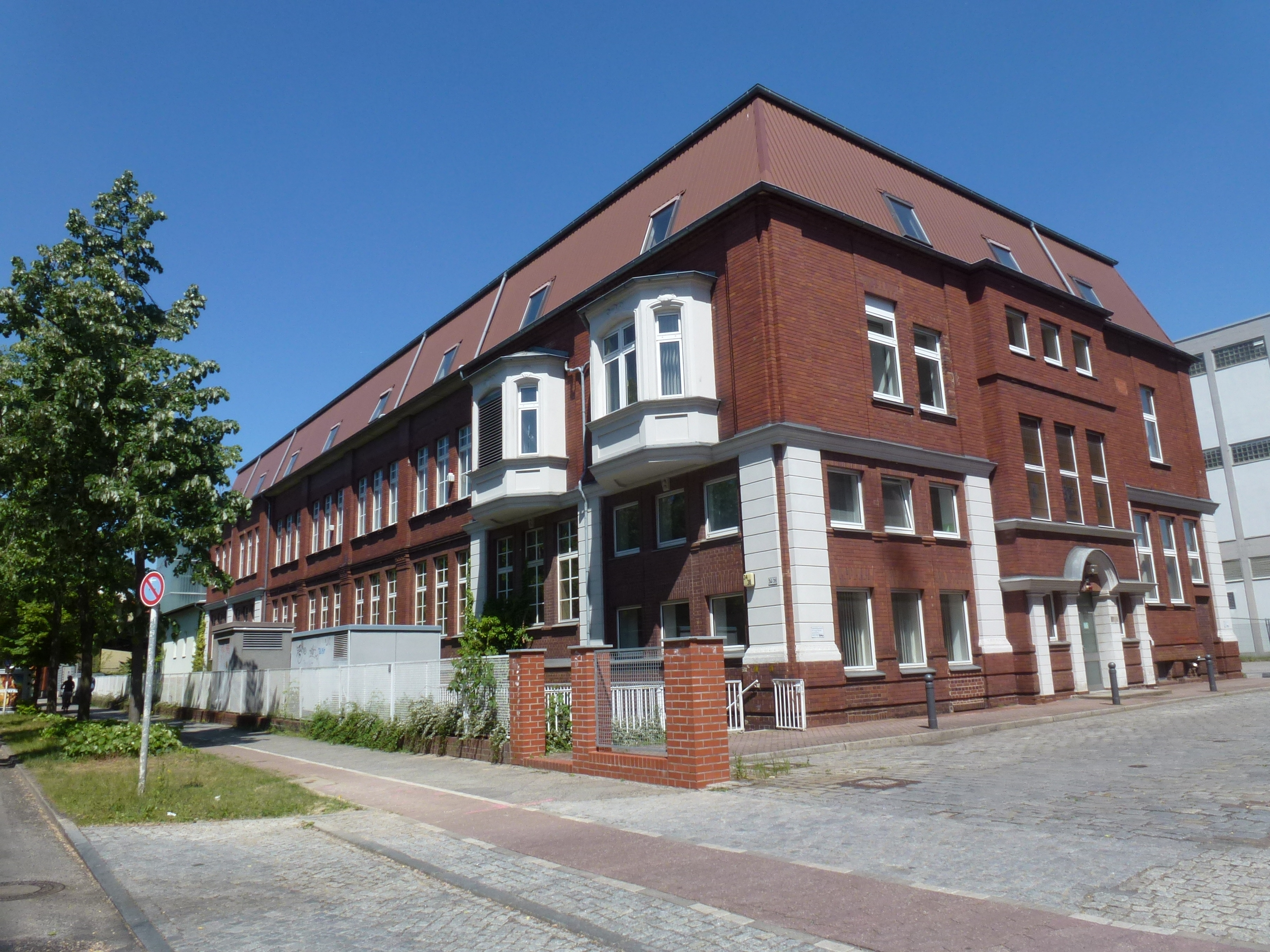
المدخل الرئيسي السابق لمبنى إدارة الكيت في Breitenbachstraße في برلين

Alkett الكيت (آل tmärkische KETT enwerk GmbH المزيد من كان) شركة كبرى لتصنيع مركبات مدرعة للفيرماخت خلال الحرب العالمية الثانية. يقع المصنع الرئيسي في Berlin-Borsigwalde في Breitenbachstraße. مع إضافة المزيد من المواقع، تغير الاسم إلى Altmärkische Kettenwerk e.

## تأسست
تأسست في عام 1937 كشركة تابعة لشركة راينميتال-بورسن، والتي كانت بدورها شركة تابعة لشركة Reichswerke Hermann Göring التي تسيطر عليها الحكومة. تم وضع المنشأة الرئيسية في مصانع Rota-wagon وMaschinenbau GmbH، والتي لم تكن قيد الاستخدام منذ عام 1928. 

## مصانع إنتاج

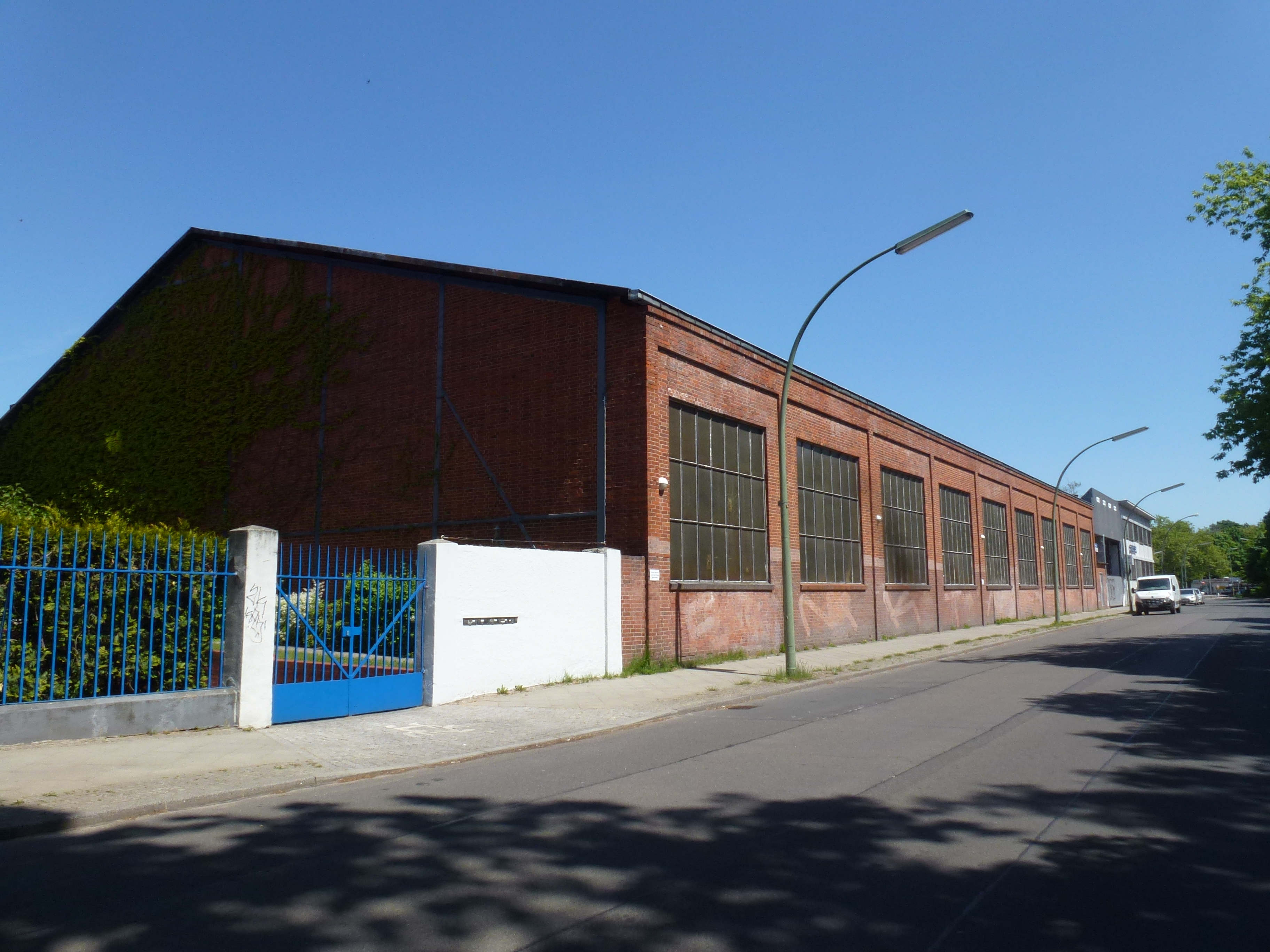
ورش عمل Alkett في Breitenbachstraße

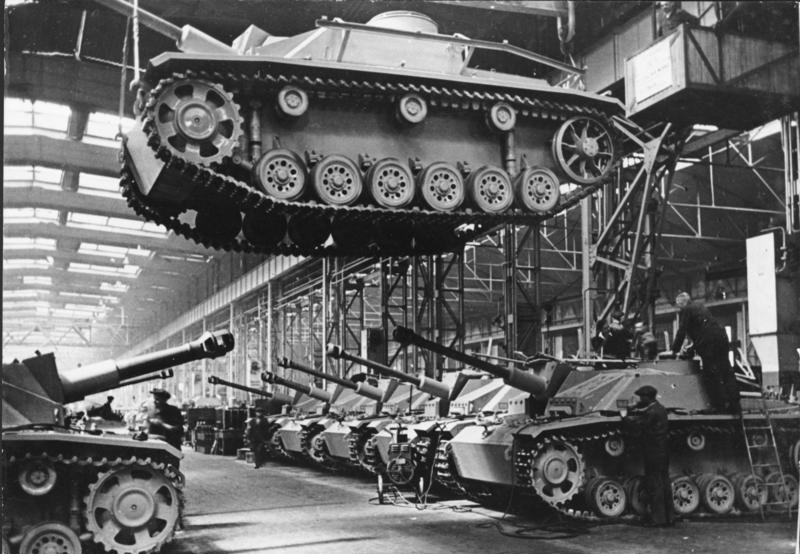
إنتاج Sturmgeschütz III و Sturmhaubitze 42 في Alkett

### المصنع الأول
كان يجب إعادة بناء الموقع في Breitenbachstraße 33-36، وهو المصنع الأول، على نطاق واسع. يقع المقر الإداري على يسار المدخل الرئيسي. يضم القبو مقصفًا للموظفين. على يمين المدخل الرئيسي، تم وضع قسم إطفاء، إلى جانب ورشة العمل، ومحطة فرعية كهربائية لتوزيع الطاقة الكهربائية من 6000 إلى 30.000 فولت. خلف مبنى الإدارة كانت قاعات الإنتاج من 1 إلى 8. 
مع مجيء الحرب العالمية الثانية، أدى الطلب المتزايد على المركبات القتالية المدرعة إلى زيادة ملحوظة في الإنتاج. تقع منطقة اختبار تصميم الدبابات الأجنبية في القاعة 12. هنا قام المهندسون باختبار دبابات تي-34 وشيرمان لاستخلاص استنتاجات لإنتاجهم.

### المصنع الثاني
يقع المصنع الثاني ، الذي يطلق عليه أيضًا "Maschinen und Gerätebau Tegel" (أعمال الآلات والمعدات)، في الأصل في برلين تيجيل بالقرب من مصنع بورسيج في آيزنهامرفيغ. 

### المصنع الثالث
كان المصنع الثالث (Altmärkische Kettenwerke ، Werk III) في برلين سبانداو الواقع في شارع Freiheit 16–17. 

## إنتاج

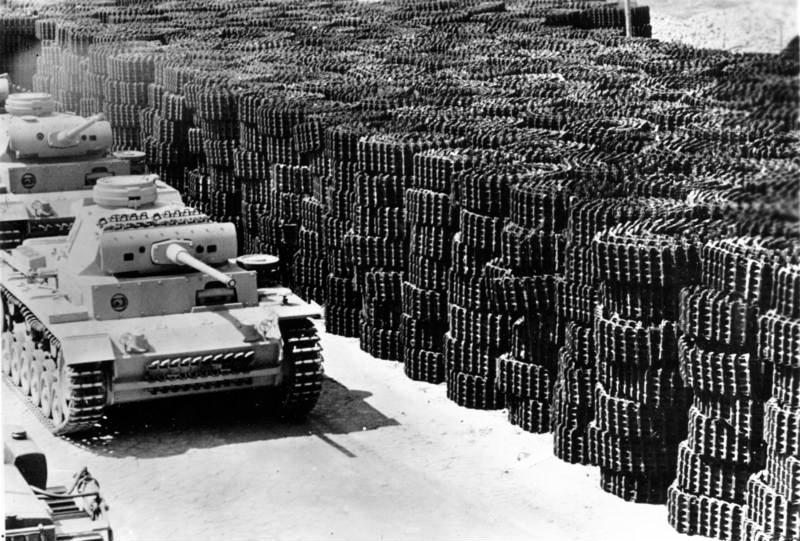
إنتاج دبابات بانزر 3

قامت Altmärkischen Kettenwerke بأداء دور المصمم والمصنع والمرخص له حصريًا جزئيًا لبعض المركبات القتالية المدرعة الرئيسية في الفيرماخت. شاركت الشركة في تطوير وإنتاج وتعديل المركبات التالية:
- بانزركامفاجن II
- بانزركامفاجن III أوسف. F ، G ، H ، J ، L
- بانزركامبفاجن VIII مواوس
- فلاكبانزر I

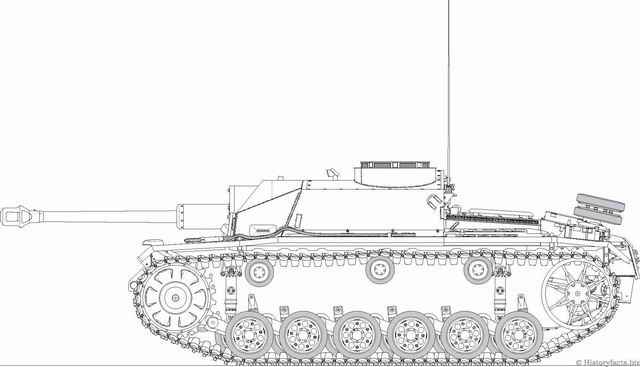
ستوج الثالث، أوسف. ز ، سبتمبر 1944

- شتورمجيشوتس 3 أوسف. C ، D ، E ، F ، G (تصميم مركبة القتال المدرعة الأكثر إنتاجًا في الفيراخت)
- شتورمجيشوتس 3 42
- Sturm-Infanteriegeschütz 33B
- ستورم تايجر VI
- ناشورن
- بانزرياغر ريالهيكل والتسليح، لم يقم بالإنتاج الأصلي للمركبة)
- ياجبانزر r IV / 70 (إيه) (تطوير فقط، بدون إنتاج)
- شتورمبانزر IV (تطوير فقط ، لا إنتاج)
- هومل (تطوير فقط ، بدون إنتاج)
- فيسبا (تطوير فقط، لا إنتاج)

تم اختبار الدبابات المكتملة في شارع هولزهاوزر. منذ أن غادرت 10 إلى 20 دبابة جديدة من المصنع كل يوم.  قامت الشركة أيضًا بإصلاح الدبابات التالفة التي تم إحضارها بالسكك الحديدية من الجبهة إلى موقع المصنع.

## الموظفين
في 23 أبريل 1945 احتلت القوات السوفيتية مصانع الشركة.